# ROCK 101
Rock 101 es una estación de radio mexicana de rock que transmitió desde el 1 de junio de 1984 hasta el 16 de agosto de 1996 a través de la emisora XHSON-FM (100.9 MHz) en Ciudad de México, gestionada por Núcleo Radio Mil.
Su programación musical estaba dedicada principalmente al rock en inglés dentro de la vertiente no comercial y experimental, géneros prácticamente desconocidos en México durante las décadas de 1960 y 1970 y a principios de la década de 1980. Igualmente dio cabida al rock en español creado en diferentes países de habla hispana para impulsar más adelante, de manera indirecta, el movimiento mexicano llamado Rock en tu idioma.
Su creador, fundador e impulsor principal fue el empresario y comunicador Luis Gerardo Salas. El concepto creado desde 1984 por ROCK 101 ha servido, desde entonces y hasta la fecha, como ejemplo, inspiración e influencia para la concepción de otras emisoras de radio mexicanas que han tratado de dar continuidad a la difusión del rock y la música alternativa en el país. Su desempeño comercial provocó que otras grandes empresas mexicanas de comunicación se vieran en la necesidad de imitar aquel nuevo formato de radio.
Posteriormente, el nombre de Sonomil 101 cambiaría en septiembre de 1983 por el de Proyecto 101, dando continuidad al programa de Sonorock 9 y sirviendo como transición durante 10 meses, iniciando las transmisiones el 1 de junio de 1984 con nombre de ROCK 101.

## Historia

### Inicios
Desde 1982, Luis Gerardo Salas tuvo la oportunidad de comenzar a manejar una emisora de radio, la cual llamaba Sonomil 101, comenzando así el aprendizaje que le permitió desarrollar un nuevo proyecto radiofónico. En 1983, se iniciaron las propuestas para transformar Sonomil 101 en una estación de radio en la que se programara y transmitiera tanto música que no había sido escuchada en las décadas de 1960 y 1970 como novedades musicales que carecían de difusión en México. En enero de 1984 desapareció Sonomil 101 y se lanzó Proyecto 101, formato de transición entre el proyecto anterior y el subsecuente: a las 6:00am del 1 de junio de 1984 se comenzó con las transmisiones de ROCK 101.
El proyecto inició con la participación de José García Moreno y Federico Lira en sus primeros años, siendo este último quien aportó su voz para las primeras viñetas escritas por Luis Gerardo Salas. 
Posteriormente, entre 1985 y 1986, se conformó un equipo de locutores y colaboradores que desarrollaron programas como Rockalive, que consistía en realizar transmisiones en vivo y hacer caravanas en los autos por toda la ciudad, o Naufragio, que básicamente consistía en ubicarse en algún punto de la ciudad a convivir con los radioescuchas. Para 1987 ROCK 101 se había consolidado comercialmente y había demostrado su viabilidad.
Otro programa en los inicios de ROCK 101 fue Al Fondo A La Derecha con Joaquín Jaubert Denie donde su transmisión era después del programa gubernamental La Hora Nacional, este espacio incluía géneros de música electrónica más conocida como Techno Pop con la colaboración de Renato Moyssén.

#### Programación
Aunque la programación musical de la estación recayó durante un gran tiempo en Luis Gerardo Salas, reflejando su idiosincrásico gusto por el rock pop alternativo de ascendencia post-punk y New Wave , también existían programas regulares dónde se programaba otro tipo de estilos musicales, desde el rock progresivo en Espiral 101, al rocka-a-billy en Chocolotwist, el Dark en Arcano 17, el punk en Con los pelos de punkta, el metal en Espacios Tóxicos y el reggae en Off Beat, además de darle espacio a otros géneros que no caían de lleno dentro del terreno del rock propiamente dicho, como la electrónica en Éxtasis 101, la música afroantillana en Salsabadeando, el Rhythm and Blues de los cincuenta en Lágrimas en mi Almohada y la experimental en La Mecánica del Concepto. Archivado el 27 de diciembre de 2014 en Wayback Machine.
Sin embargo, muchos de los programas de la estación no giraban alrededor de un estilo o género musical, sino que se acercaban más al formato de radio de habla, abordando temas como la literatura, en Argonaútica, la hechicería en Arcano 17, la comunidad gay en Reporte 101, las noticias en Preludio Adicitvo, etc.
También hubo espacio para el radio-teatro en programas como El Almohadón de Plumas o Las Nuevas Fábulas de la Ciudad del Crimen. Archivado el 27 de diciembre de 2014 en Wayback Machine.

#### Rock en español
ROCK 101 también desde 1984 inició desarrollando programas como El Chiringuito, que fue el primer programa de rock en español en la radio nacional, con música desconocida en México. Este programa fue exclusivamente dedicado al rock hecho en España en la voz del locutor José Ignacio Víceras, presentando bandas como La Dama se Esconde, Barón Rojo, Los Toreros Muertos, Alarma, Nacha Pop, Gabinete Caligari, Ramoncín, Rosendo, La Unión, La Orquesta Mondragón, Miguel Ríos, Loquillo y Trogloditas, Un Pingüino en mi Ascensor, Duncan Dhu, Radio Futura, Héroes del Silencio, Surfin' Bichos, Días de Vino y Rosas y muchos más.
Entre las principales bandas argentinas y españolas que posteriormente entrarían en la programación regular de ROCK 101, se encuentran Charly García, Virus, Soda Stereo, Los Inhumanos, Alaska y Dinarama, Joaquín Sabina. De entre las bandas mexicanas que tuvieron un impulso debido a la promoción que se daba en esta frecuencia al rock en castellano están Caifanes, Neón, Maldita Vecindad y los Hijos del Quinto Patio, Bon y Los Enemigos del Silencio, entre otras.

#### Domingos de Idea Musical
La insoportable levedad del domingo fue el lema de la programación dominical a partir de 1987, programando música muy relajada y de contenido que invitaba al descanso y la reflexión. Solo este día se podía escuchar una parte del catálogo de la estación, los clásicos de ROCK 101.
Debido a su duración, fue un programa muy importante en la historia de la estación. Consistía en la emisión de canciones relevantes de la historia del rock y se transmitía cada domingo de 10 a 22 horas, entre 1987 y 1993. Se programaba música de diferentes épocas y géneros, cubriendo el periodo que iba de los años 1960 hasta comienzos de los 1990

### Liderazgo
Para 1988 y los años siguientes, ROCK 101 ya se había consolidado como la punta de lanza en la creatividad radiofónica mexicana, su influencia era notable en muchas emisoras y mantenía un segmento de mercado considerable, sin embargo, su concepto de radio no comercial enfocado al rock, evitaba que su éxito se viera reflejado en los más altos niveles de audiencia, como ocurría con emisoras de catálogos musicales comerciales.

#### Publicaciones
También en 1988, ROCK 101 mantuvo una publicación semanal llamada el "Extra urbano",
dentro de la sección cultural del diario El Nacional de la Ciudad de México, donde participaron los locutores Jordi Soler, Jaime Pontones, Lynn Fainchtein y Luis Gerardo Salas. Estas publicaciones semanales hacían referencia a eventos y sucesos de la época. El material publicado se combinaba con lo que se transmitía en los diversos programas, extendiendo el concepto rockcientoúnico en un medio impreso, acentuando, aún más, el vínculo con su audiencia. Muchas otras publicaciones se imprimieron en otros diarios y revistas, incluyendo el segmento semanal de Jordi Soler en el diario La Jornada, de la Ciudad de México.

#### Conferencias
Durante 1988, la alta dirección de NRM organizó una serie de conferencias destinadas a hacer conocer al público las nuevas tendencias para hacer radio y planes futuros, todo esto con la finalidad de impulsar a todo el consorcio a través de ROCK 101. Entre los exponentes se encontraban altos directivos y distintos locutores de NRM, entre ellos Guillermo Salas Peyró, quien fungía como director de NRM y Luis Gerardo Salas, principal aportador de ideas.

#### Eventos y actividades
Esta estación estableció vínculos con sus radioescuchas mediante la organización de diversas actividades en la Ciudad de México, tales como La pared (La Pinta) 1 y 2, reuniendo a cientos de radioescuchas para llenar con murales personales de tema libre varios muros del sur de la ciudad. Otro evento importante fue el del Autobús mágico, basando su concepto en la célebre canción de The Who y consistió en un concurso para ir a Acapulco en un autobús, escuchando música rockcientoúnica durante todo el trayecto y con comida y bebidas ilimitadas. Caravanas en autos, entrevistas en vivo, aniversarios con fiestas masivas y muchos otros eventos permitieron que ROCK 101 conviviera estrechamente con su audiencia.
Durante los Juegos Olímpicos de Barcelona 1992, se hizo una combinación entre el programa Sport 101 con lo más notable del evento deportivo, combinado con transmisiones en vivo desde España en donde se hicieron recorridos culturales en Las Ramblas y las construcciones del arquitecto catalán Antoni Gaudí.
Para 1994, se transmitió en vivo y desde el estado de Nueva York, en Estados Unidos, la celebración del 25 aniversario del festival Woodstock, promoviendo concursos para llevar a varios radioescuchas.

#### Competencia
El éxito e innovación de ROCK 101 propició que otras emisoras imitaran, total o parcialmente, sus nuevas ideas y comenzaran a tener adeptos propios dependiendo de la orientación de cada emisora. Asimismo, la rivalidad con otras emisoras de radio comenzó a hacerse evidente. WFM 96.9, otra estación de la capital mexicana, fue durante un período la principal competidora de ROCK 101 en términos de popularidad y mercado. Mientras que WFM 96.9 se posicionaba como la estación radiofónica de moda y su público se caracterizaba por una imagen y una actitud socialmente aceptables, ROCK 101 se presentaba como la alternativa contracultural e irreverente, actitudes con las que su público se identificaba al compartir esa misma ideología no convencional.

### Proyectos paralelos

#### Otras emisoras
Como parte de la vasta capacidad musical y cultural de ROCK 101, surgieron varios proyectos derivados de esa estación, como Radio Alicia, dedicada a la psicodelia y la música de la década de 1960, y Espacio 59, que transmitía exclusivamente rock en español. Ambas fueron conceptualizados en ROCK 101 y se consolidaron como emisoras completas y transmitieron en XEPH-AM (590 kHz), también del Núcleo Radio Mil.

#### Conciertos
Los conciertos masivos de rock en México se conceptualizaban como eventos nocivos, tanto por la ineficiente seguridad con la que se realizaban, como por la imagen negativa que existía del rock en aquellos años. Aunque algunos conciertos se habían realizado anteriormente, no existía una infraestructura adecuada para su realización, por lo que generalmente había consecuencias desfavorables como heridos y actos de vandalismo. Tomando en cuenta estos factores y buscando una mejor estructura en organización y seguridad, ROCK 101 incursionó por primera vez en México en la promoción de conciertos masivos como respuesta directa a las demandas de su público. 
El primer intento fue en 1985, para la presentación de la banda neoyorquina Blue Öyster Cult, resultando infructuoso debido a problemas en los trámites de permisos. Para 1987, se organizó un concierto en la Plaza México, donde tocaron los españoles Nacha Pop y Danza Invisible, como acto soporte la banda Kerigma de la Ciudad de México. A este le siguió un concierto de Radio Futura también en 1987 y para 1988 el primer Sunsplash, en el Estadio del Atlante, también en la Ciudad de México, básicamente un maratón de reggae. Para 1989 Miguel Ríos también se presentó en la Plaza México, Peter Murphy en el teatro Ángela Peralta (Cancelado), lo mismo que David Byrne, The Mission UK y Cheap Trick; Information Society en la alberca olímpica, Pere Ubu   Archivado el 27 de diciembre de 2014 en Wayback Machine., The Romantics y Gene Loves Jezebel en Rock Stock y algunos más. La realización de estas actividades en un marco de seguridad y organización fortalecidos motivó que en poco tiempo se desarrollaran empresas promotoras de eventos masivos.
En aquella época existían muchas bandas y artistas que aún no se presentaban en México, por lo que muchos conciertos realizados en otros países, principalmente en Estados Unidos, también fueron promocionados en ROCK 101 a través de la desaparecida empresa de viajes Forum Internacional.

#### Rock Stock
Rock Stock Bar, localizado en la esquina de las avenidas Paseo de la Reforma y Niza, en la colonia Cuahutémoc (sección de México, D. F. conocida como Zona Rosa, fue conceptualizado por Luis Gerardo Salas como una extensión de ROCK 101, siendo el primer bar en la capital mexicana en donde se podía escuchar y bailar la misma música que se programaba en la radio, además de poder ver en vivo artistas que no podían actuar en conciertos masivos y poder convivir con los músicos después de haber tocado. Rock Stock abrió sus puertas el 19 de noviembre de 1987, siendo la banda local Bon y los Enemigos del Silencio la primera en tocar en vivo dentro del bar. El concepto de Rock Stock fue pieza clave en la comunión con los radioescuchas de ROCK 101; a diferencia de muchos bares y clubes de la Ciudad de México, Rock Stock tomó como ejemplo el concepto de los bares y clubes londinenses y neoyorquinos en donde no existían condiciones en el consumo ni reservas para mesas, y fue promocionado como El lugar más HIP de la ciudad más grande del mundo.
ROCK 101 utilizó este bar como complemento de su programación, transmitiendo en vivo los sábados por la noche la música que se tocaba en el lugar, presentando diferentes bandas en vivo, permitiendo su difusión y ayudando a la masificación del rock mexicano. La emisora celebraba cada año sus aniversarios en este bar, organizando eventos especiales con bandas en vivo, obsequiando material conmemorativo y organizando concursos especiales. Con la salida de Luis Gerardo Salas de NRM, Rock Stock pasó a ser promocionado mediante Órbita 105.7. Desde 1993 y hasta 1995, durante la dirección de Jordi Soler, ROCK 101 adoptó el bar La Diabla como lugar para eventos y celebraciones de aniversario.
Dado el éxito de Rock Stock, también se abrió una sucursal al sur de la ciudad, en el área de San Ángel con nombre Pop Stock. Rock Stock continuó funcionando por poco más de cuatro años después de la salida del aire de la estación, cerrando sus puertas en enero de 2001.

#### Rock Shop
Buena parte del catálogo musical de ROCK 101 y Rock Stock no era fácil de encontrar, por lo que en 1990 se abrió el primer local de Rock Shop en Coyoacán, tienda de música especializada. Posteriormente se abrieron otras sucursales, de las cuales hasta la fecha solo quedan la de Coyoacán en una ubicación distinta a la original, mientras que otra sucursal ubicada en la Avenida de los Insurgentes cerró sus puertas tras verse afectado el edificio que la albergaba por el terremoto de Puebla de 2017.
Originalmente, en Rock Shop se vendían exclusivamente discos; actualmente este establecimiento incluye, además de música, venta de DVD, ropa y calzado de porte rocker y underground, distintos coleccionables y cuenta con salones para tatuajes y perforaciones. La idea de abrir Rock Shop se basó en una tienda especializada en música punk y underground ubicada muy cerca del antiguo edificio de NRM, llamada Hip 70.

### Cancelación
Para 1992, ROCK 101 había demostrado su rentabilidad, su creatividad era incuestionable e imitada, tenía toda una legión de fanáticos, había suscitado cambios en la radio y la cultura de la capital mexicana, pero se encontraba en problemas. El recién llegado director del Núcleo Radio Mil, Roberto Ordorica Constantine, así como otros ejecutivos y accionistas, querían elevar aún más las ganancias producidas por las ventas de publicidad, demandando que se incluyera música comercial y afecta a un público masivo, argumentando que la estación se había estancado y había envejecido junto con su auditorio . Esto provocó la salida de Luis Gerardo Salas junto con varios miembros de su equipo el 15 de febrero de 1993, quedando al mando el entonces nuevo director, Jordi Soler.
Durante la dirección de Jordi Soler, en 1994 se creó para promover a ROCK 101 dentro de un segmento de mercado juvenil el concepto de El güevo alternativo, dedicado a la promoción de diversas actividades, como conciertos gratuitos y fiestas de aniversario, así como la realización de material promocional, como calendarios, discos compactos, playeras y encendedores. Para 1995, Jordi Soler había creado un nuevo ROCK 101, pero la insistencia de la alta gerencia por incluir música más comercial aceleró su salida de NRM. A la salida de Soler, quedó al frente el locutor Iñaki Manero, con la responsabilidad creativa pero sin la posibilidad de tomar decisiones presupuestales, ya que NRM buscaba el cambio a un concepto comercial. 
En esa época, la estación Alfa 91.3 mantenía los niveles más altos de audiencia para una estación de música pop en inglés, particularmente del género electrónico dance, siendo este el género que buscarían los directivos de NRM para sustituir a ROCK 101. El locutor Eduardo "Fast Eddie" Muller, quien había destacado en Alfa 91.3, fue contratado para ocupar el lugar de Jordi Soler en el turno matutino, con la consigna de comenzar la transición a un género distinto al rock.
A estos sucesos, se suma la fusión empresarial de Núcleo Radio Mil (NRM) y de la Sociedad Mexicana de Radio (Somer), que gestionaba la emisora Stereo Cien (100.1 MHz), una frecuencia consagrada en la transmisión de pop en inglés dirigida a un segmento de mercado para adultos, por lo que ROCK 101 fue vista como un formato duplicado dentro de la empresa comunicadora. 
El 6 de agosto de 1996, durante el programa vespertino Nuestro Rock, el locutor Ricardo Bravo da a conocer la noticia del fin de operaciones de la estación. Por la noche se transmitió el último programa, Rock Projection. A partir de ese momento se programó música continua hasta su salida del aire definitiva el 16 de agosto, siendo reemplazada por el formato de música dance y electrónica Código 100.9.
La noticia del cierre de ROCK 101 se publicó de manera inmediata en varios diarios de la capital mexicana, y posteriormente en revistas especializadas. Se realizaron diversas protestas en Núcleo Radio Mil, al igual que conciertos en la calle, afuera de sus estudios, cierres de vías y miles de cartas fueron enviadas a la alta dirección de NRM para pedir su restablecimiento.[cita requerida] Todos estos intentos resultaron infructuosos.
Estaciones de la competencia como Órbita 105.7 y Radioactivo 98.5 rindieron tributo a la emisora desaparecida, reconociendo su legado.

## Influencia posterior
Las ideas, propuestas e influencia de ROCK 101 en la radio mexicana actual son evidentes, ya que muchas emisoras han conservado elementos similares en la manera de hacer radio: la combinación de música en dos o más idiomas, la transmisión de canciones completas de tiempo mayor al promedio, el cambio los tiempos de publicidad y la promoción en conciertos, por mencionar algunos ejemplos.

### Regreso de la emisora vía Internet
En enero de 2010, Luis Gerardo Salas, fundador de Rock 101 inició una nueva emisora, por internet, Rock 101 'La Segunda Odisea'  continuando con la línea original de la emisora: «Sonará a lo que sonaría Rock 101 de no haber acabado, con música actual de calidad; temas poco atendidos entre 1994 y 2009, y piezas de catálogo o idea musical que identificaron al concepto anterior».
La nueva estación cuenta con su perfil en Facebook y Twitter. La emisora puede ser escuchada vía iTunes, TuneIn, por medio de aplicaciones para dispositivos móviles y en el sitio web de la estación.
En locución están el mismo Luis Gerardo Salas, Hugo Tenorio, Héctor Valdés, Jorge Caraveo, Jorge Concha, El Inspector Vorágine, Luis Burgoa, José Carlos Martínez, Roberto Garza, Lamassu, Emilio Torres y Julián Neumann 'Hasfel', Gus Fernández, entre otros. 
Algunos locutores que han pasado ya por esta nueva etapa son Patricia Godínez, Eduardo Rozado " El Rocktor", Dominique Peralta, Jorge García Negrete, Mina Morales, Patricia Peñaloza, Paulina García, Karina Cabrera, Alex Castro, Vicente Solís, Luis y Abel Membrillo †.
Dentro de los programas que ofrece la nueva emisora, en la actualidad, se encuentran:
Rock101enABC Luis Gerardo Salas
Shuffle Lamassu
Sonido Total Hugo Tenorio
La Hora Internacional Héctor Valdés
Cassini101/2.0 Luis Burgoa
Patrones y Secuencias Bishop
Así Suena Mi Cabeza Guillermo Franco
Generación X UnoCeroUno Marco Mora
Contrasentido Rocío Landaverde
Stock 101 Toño Lot
Obducción José Carlos Martínez
Portamento Julián Neumann
XTC Jorge Concha
El Muñecón El Muñecón
Banda Sonora 101 Roberto Garza

### Regreso a radio abierta

#### Alianza con ABC Radio
Como parte de una alianza con el grupo ABC Radio, el 26 de noviembre de 2018 la sección de Luis Gerardo Salas comenzó a ser emitida en radio abierta en las emisoras de dicho grupo en algunas de las principales ciudades de México, en espacios de una a dos horas de duración. Dichos espacios se presentaban con el nombre de Rock 101.

#### Rock 101 Guadalajara
El 1 de julio de 2019, el concepto Rock 101 regresó a la FM, esta vez en la ciudad de Guadalajara en la frecuencia de 95.9. Para este lanzamiento, Luis Gerardo Salas rescata a parte del equipo de la emisora RMX, que había finalizado operaciones los días previos, integrando así a personajes como Gonzalo Oliveros, Madela Bada, Jair Cardozo, Bettina Moreno, entre otros, así como a integrantes de la versión en línea de la emisora como el propio Luis Gerardo Salas y Hugo Tenorio, manteniendo una barra de programación propia e independiente de la versión en línea previamente conocida. El formato terminó sus transmisiones el 30 de noviembre de 2021.

## Eventos organizados por la emisora
Para el verano de 2016 se celebró el 32 aniversario de la estación con una fiesta en el Bull llamada Influyente101 donde se presentaron: El triste turno, Yokozuna, Lng/SHt, Communión y Disco Ruido.
Para el aniversario 33 se llevó a cabo un especial denominado Revolución 33, enfocado en los discos de vinil.
El aniversario 34 tuvo lugar en una casona del centro de la CDMX, donde se dieron cita cientos de seguidores de la estación.
El aniversario 35 se estará festejando con una serie de fiestas / conciertos llamada #Rock101Cumple35

## Fanáticos y seguidores
Desde su cancelación, ROCK 101 ha sido motivo de nostalgia entre sus radioescuchas. A partir de entonces y hasta la fecha cuenta con seguidores que han organizado eventos conmemorativos en algunos lugares de la Ciudad de México como los bares La Corte Final y el DADA X, así como el rescate y digitalización de material grabado de la radio, la elaboración de suvenires, foros comunitarios en internet y páginas web dedicadas a la Idea Musical.
En 2000, se publicaron dos álbumes oficiales bajo el nombre de ROCK 101 producidos por Luis Gerardo Salas, recopilando una pequeña parte del catálogo musical de la emisora, rarezas y canciones que sólo se transmitieron en esa frecuencia.
El 30 de mayo de 2009 se organizó una conmemoración del 25 aniversario de la creación de ROCK 101 al estilo de los aniversarios del antiguo Rock Stock. Asistieron unas 900 personas, entre ellos varios locutores y colaboradores de ROCK 101
El 1 de junio de 2009, el día del 25 aniversario del inicio de la estación, la emisora universitaria Ibero 90.9 le rindió un homenaje "convirtiéndose" por un día en Rock 101. Se emitieron algunos programas clásicos con sus locutores originales, como En los cuernos de la luna con Iñaki Manero. Este homenaje fue parte importante para impulsar el regreso del proyecto Rock 101 más adelante.

## Directores de la estación
- Luis Gerardo Salas (1 de junio de 1984 - 15 de febrero de 1994)
- Jordi Soler (1994 - 1995)
- Iñaki Manero (1995 - 1996)
- Germán Huesca (1996)

## Polémicas
Debido al cierre de Rock101 en Guadalajara, Jalisco. Gonzalo Oliveros le reclama al dueño de dicha estación que le debe dinero. Dicho conductor menciona que le prestó dinero para pagar sueldos de los trabajadores hace años.
Horas después, la cuenta de la emisora mexicana ABC Radio retuiteó el comentario de Oliveros.